# Некрополь Барвінкова гора
Некрополь Барвінкова гора — є частиною Більського археологічного комплексу скіфського часу. Цей ґрунтовий могильник знаходиться на східній околиці с. Більськ, в урочищі Барвінкова гора. Він розташований на краю плато правого берега р. Ворскла. Із заходу та півночі його обмежено ровом і валом Східного та Великого укріплень Більського городища, зі сходу — схилами правого, високого берега р. Ворскла, з півдня — лісовим масивом та яром.

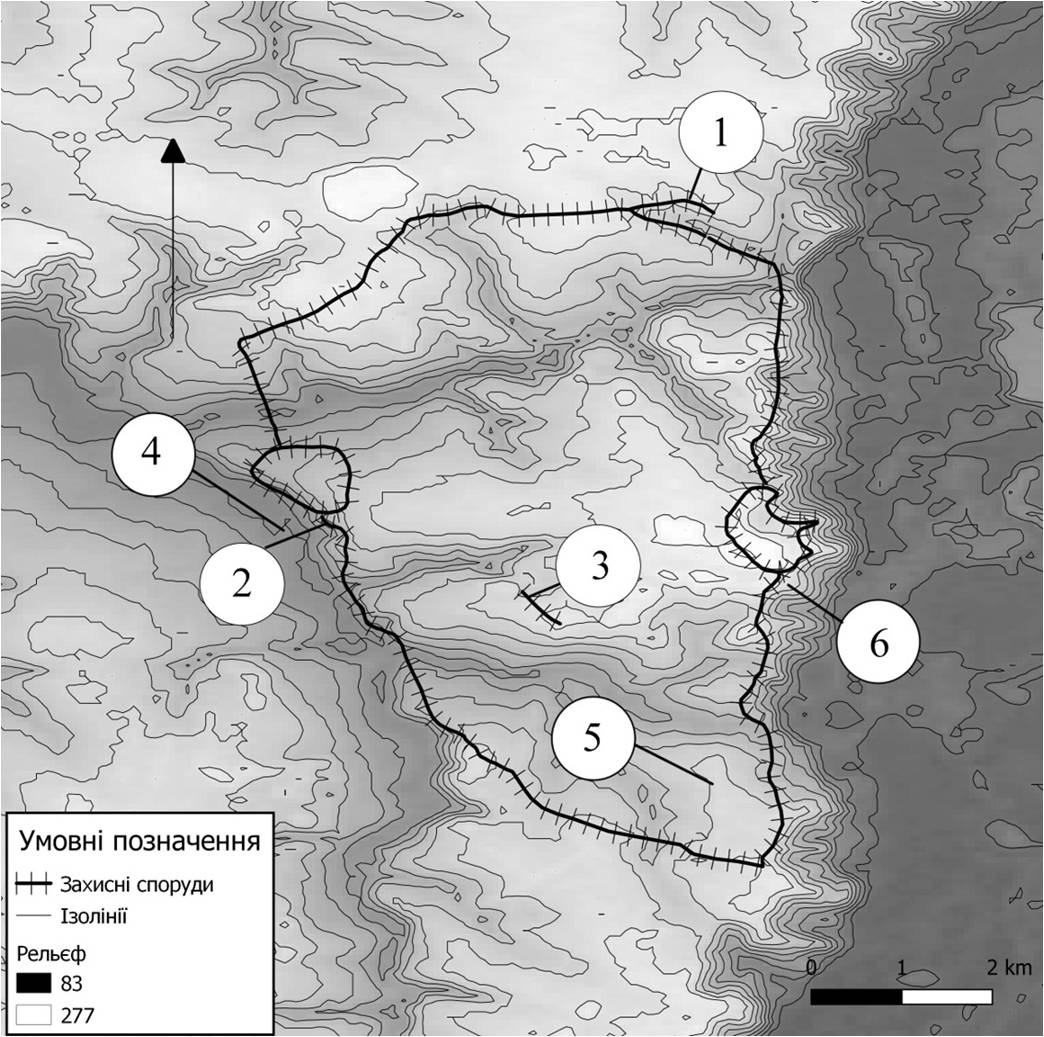
План Більського городища.
6 — розкопки 2018—2019 років.

У 2018—2019 роках Більською археологічною експедицією Інституту археології НАН України проводилися широкомасштабні розкопки на цій пам'ятці. Досліджена площа склала близько 500 м₂. Зафіксовано 25 ґрунтових поховань скіфського часу, які було перекрито пізнішими об'єктами господарського призначення. У верхніх шарах виявлено уламки кісток тварин, фрагменти ліпної кераміки, амфор та глиняної обмазки. Знахідки мали замиті краї, що вказує на їх появу в результаті змиву культурного шару з поселення, яке розташовується північніше. Могильник також досліджувався експедицією Харківського національного університету ім. В. Н. Каразіна у 2017—2018 роках.
Попередньо, функціонування некрополя можна датувати в межах V—IV ст. до н. е. Це перший ґрунтовий могильник цього часу у Дніпровському лісостеповому Лівобережжі. Можливо його поява пов'язана з контактами мешканців Східного укріплення Більського городища зі степовим населенням у межах Північнопричорноморської Скіфії, де подібні могильники є добре відомими.

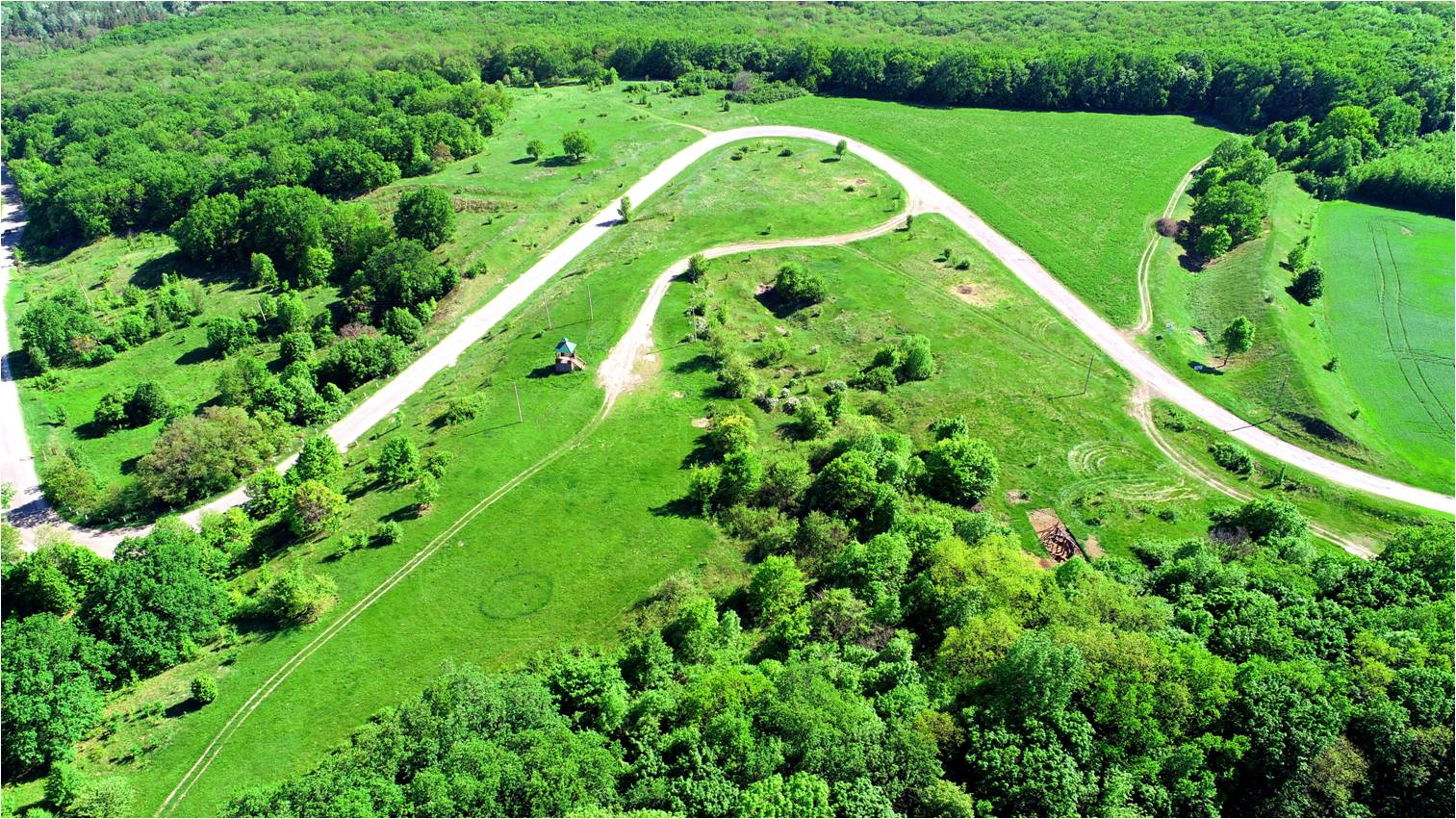
Могильник Барвінкова гора. Ортофото.

## Поховання
Досліджено 25 поховань трьох типів:
- здійснені в неглибоких ямах (Збереженість кісток погана),
- підбійні (Досі на території Дніпровського Лівобережжя було виявлено лише одне підкурганне поховання Більського некрополя, здійснене в камері з підбоєм. Висунуто припущення щодо проникнення незначної кількості скіфів на північ у IV ст. до н. е.),

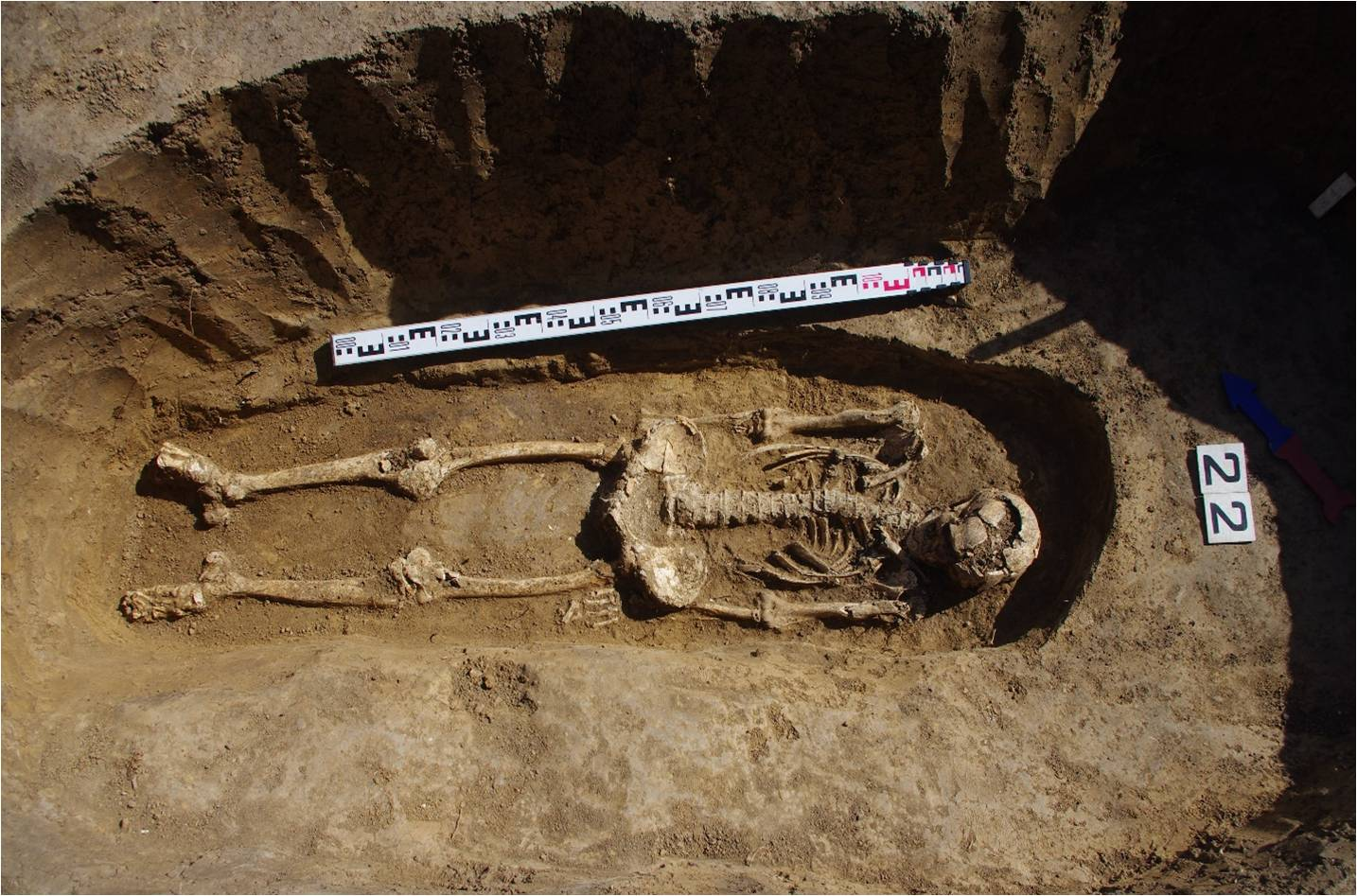
Чоловіче поховання в камері з підбоєм, орієнтоване на південний — схід.

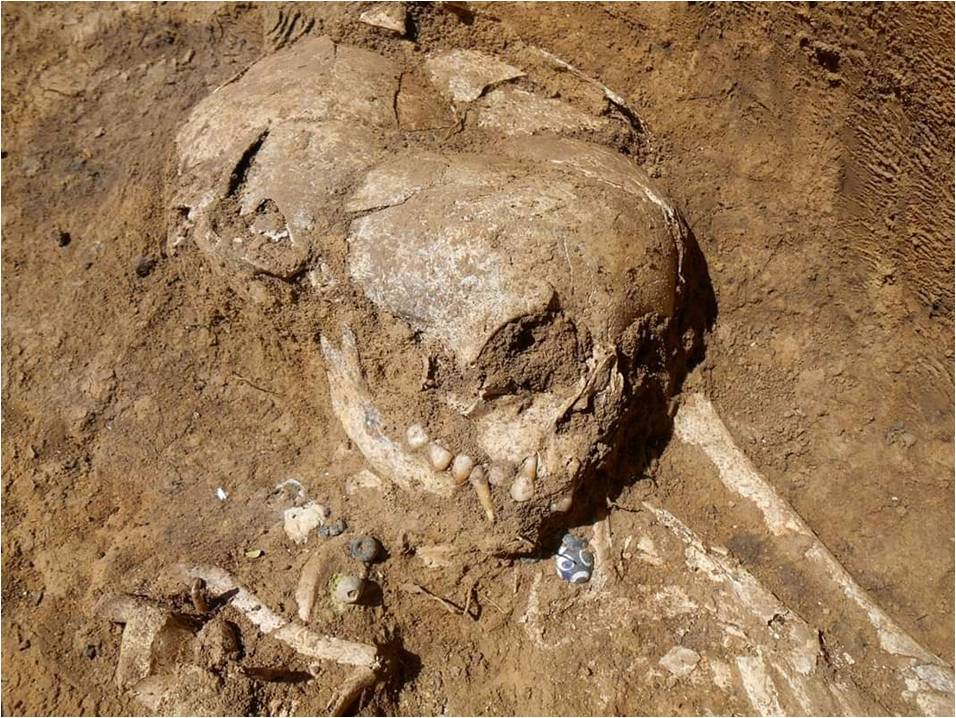
Дитяче поховання в ніші-підбої, орієнтоване на захід.

- катакомбне (Поховання виявилось досить показовим. Цей обряд не був притаманним для місцевого населення того часу, проте фіксується на скіфських некрополях. Кістяк зорієнтовано головою до виходу, на Захід. Праворуч від нього знаходилися залишки супровідної їжі та уламок ножа із кістяним руків'ям (біля тазу). Можлива інтерпритація — навмисне псування інвентарю). Поховання здійснене в катакомбі, орієнтоване на захід.

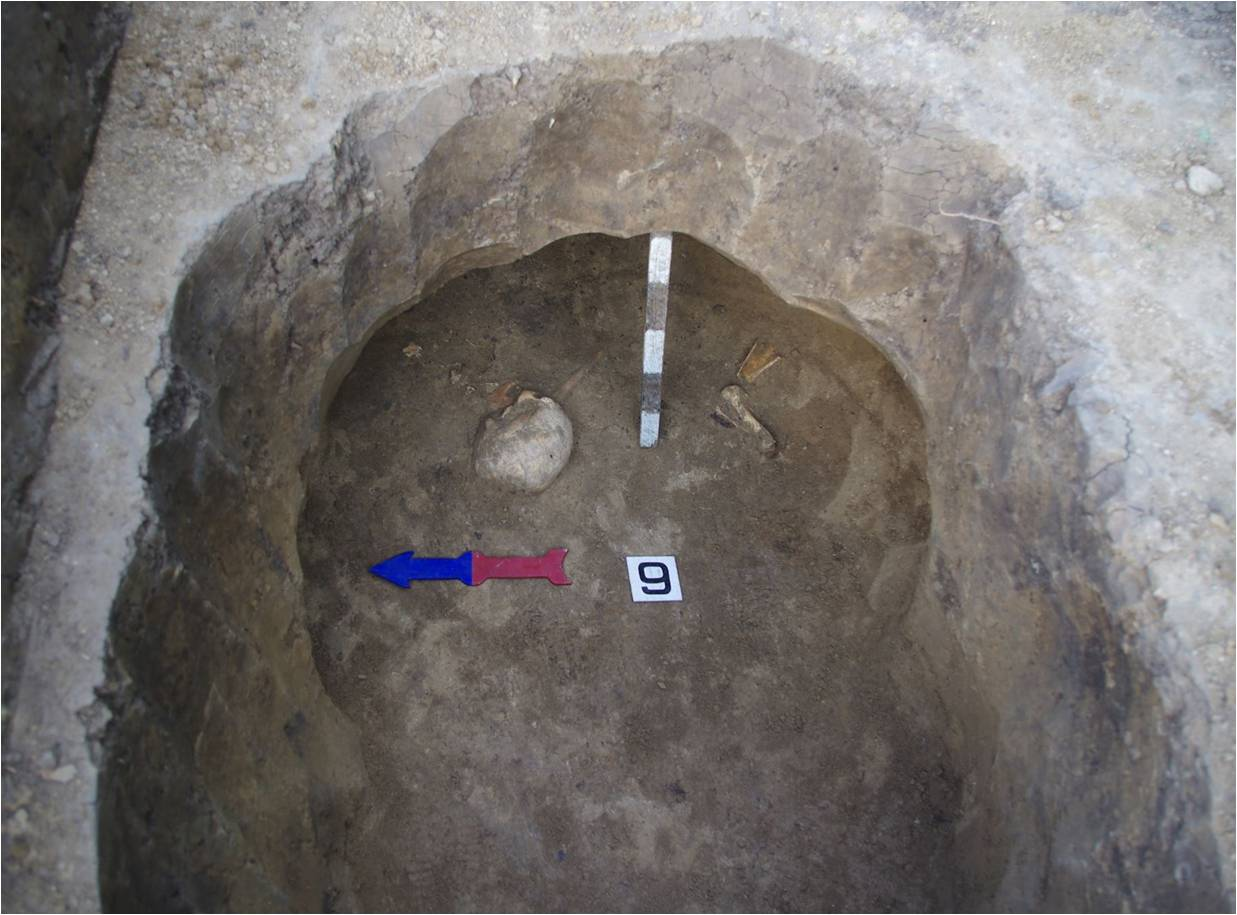
Поховання здійснене в катакомбі, орієнтоване на захід.

Серед інвентарю виявлено намистини з непрозорого скла (деякі були орнаментовані), мушлі каурі, бронзові скроневі кільця, сережки, глиняні пряслиця, залізні голки та браслети. Всі могили належали жінкам і дітям, за винятком одного чоловічого поховання.

## Господарські комплекси
Досліджено понад 20 господарських об'єктів, серед яких округлі в плані ями (іноді з підбоєм) та дві глибокі господарські споруди складного розпланування. На пам'ятці фіксується щонайменше два хронологічні горизонти. Про це свідчить те, що деякі поховання були перекриті господарськими об'єктами пізніших часів. Інформативним виявився комплекс, який складався з поховання та господарської ями. Підквадратна в плані поховальна камера, де в північній частині фіксувалася ніша — підбій, була перетнута ямою з підбоєм. Поховання зруйноване під час господарської діяльності, камера виявилась пустою, проте, на сходинці, неподалік від місця перетину, знаходились розрізнені людські кістки.